# Pedro Poveda Castroverde
Pedro Poveda Castroverde (Linares, 3 de desembre de 1874 - Madrid, 28 de juliol de 1936) fou un sacerdot catòlic, fundador de la Institució Teresiana. És venerat com a màrtir i sant a l'Església Catòlica, que en celebra la festivitat el 28 de juliol.
Des de petit que volia ser sacerdot i als 15 anys el seu pare li donà permís per estudiar al seminari de Jaén i el de Guadix, on fou ordenat sacerdot el 1897. Va tenir diversos càrrecs al seminari i al bisbat i va obtenir la llicenciatura de Teologia al Seminari de Sevilla el 1900.
Preocupat per la pobresa, marginació i analfabetització dels veïns que vivien en coves properes al seminari, a partir del 1902 va promoure diverses escoles i va organitzar activitats per nens i adults i va generar un debat social a Guadix sobre com ajudar els habitants de les coves. Va dur a terme aquesta activitat fins que fou destinat el 1905 a Madrid i el 1906 a Covadonga (Cangues d'Onís), on predicà i escrigué sobre l'educació, la ciència i la fe.
A partir del 1911 va començar la fundació d'acadèmies per a formar professores, en un moment en què això no era ben vist. Aquestes entitats donarien lloc a la Institució Teresiana, que rebria l'aprovació del bisbe mentre Poveda era capellà de Jaén, on es va traslladar el 1913. El 1914 va fundar a Madrid la primera residència universitària femenina d'Espanya.
El 1921 va anar a viure a Madrid, on havia estat nomenat capellà de la Casa Reial. Entre els càrrecs que va tenir hi ha el d'arxiprest de la Catedral de Vic. Va promoure i participar en diverses entitats educatives com la Federación de Amigos de la Enseñanza o la Sociedad Anónima de la Enseñanza libre. Però la seva principal tasca va seguir essent promoure la Institució Teresiana, que va ser aprovada pel Papa el 1924 coma Pia Unió.
El 1936 va ser detingut a casa seva i assassinat a Madrid i és considerat un màrtir de la fe per l'Església Catòlica. Fou beatificat el 10 d'octubre de 1993 i canonitzat a Madrid el 4 de maig del 2003. Hi ha una pel·lícula sobre la seva vida que es diu Poveda.